# Константін Кіріце
Константін Кіріце (рум. Constantin Chiriţǎ, 12 березня 1925, Ібенешть, повіт Васлуй, Румунія — 14 листопада 1991, Кенігсвінтер, Німеччина) — румунський письменник.

## Біографія
Працював журналістом. Був редактором газет та журналів. Як письменник дебютував у 1949 році, писав частково в стилі соціалістичного реалізму. З 1953 року почав писати для дитячої аудиторії, і навіть зараз є популярним серед підлітків Румунії.
Його найбільш знаною працею є п'ятитомник про черешняків, перша книга якого вийшла в 1956 році і розповідає про пригоди ватаги підлітків. У 1972 році книги було екранізовано в вигляді телесеріалу, а в 1984 році був знятий художній фільм. Однак, екранізації лише частково охоплювали пригоди, описані в книгах.
Українською мовою виходили у видавництві «Веселка» два перших томи із серії про черешняків: «Лицарі черешневого цвіту» та «Замок дівчини в білому» у перекладі Миколи Чищевого.
Був одружений з Гертрудою Грегор, письменницею німецького походження, з якою мав троє дітей: Віктора, Діану та Адріана.